# Cuers
Cuers is een gemeente in het Franse departement Var (regio Provence-Alpes-Côte d'Azur) en telt 12298 inwoners (2020). De plaats maakt deel uit van het arrondissement Toulon.
Cuers haalde in 1995 het nieuws toen de 16-jarige spree killer Éric Borel er op 24 september twaalf mensen vermoordde en vier andere verwondde.

## Geografie
De oppervlakte van Cuers bedraagt 50,6 km², de bevolkingsdichtheid is 243 inwoners per km².

## Verkeer en vervoer
In de gemeente ligt spoorwegstation Cuers-Pierrefeu.
De onderstaande kaart toont de ligging van Cuers met de belangrijkste infrastructuur en aangrenzende gemeenten.

## Demografie
Onderstaande figuur toont het verloop van het inwonertal (bron: INSEE-tellingen).